# Gomphostigma virgatum
Gomphostigma virgatum là một loài thực vật có hoa trong họ Huyền sâm. Loài này được (L.f.) Baill. mô tả khoa học đầu tiên năm 1888.